# 제임스 마시 (철학자)

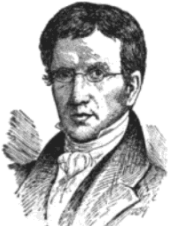

제임스 마시(영어: James Marsh, 1794년 7월 19일 ~ 1842년 7월 3일)는 미국의 철학자로, 회중 교회 목사이다. 1826년부터 1833년까지 버몬트 대학교 총장을 역임하였다.

## 철학
마시는 새뮤얼 테일러 콜리지의 저서에 기초한 철학을 발전시켰다. 버몬트 대학교에서 총장 재임시, 모든 상급생들이 지식의 모델을 만들도록 하기 위해 철학과정을 만들었다. 그는 학생들에게 그다지 혹독하지 않은 훈련을 하였다.
그는 콜리지의 철학을 계승해서 성경비평을 하는 데, 언어의 중요성을 강조하였다. 즉, 언어의 조직이 지성을 묘사한다고 주장하였다.

## 저서
- Aids to Reflection (Burlington, 1829): 새뮤얼 테일러 콜리지의 작품을 미국에 소개한 작품으로 관념론 철학에 관한 내용으로 이성(reason)과 오성(understanding), 영과 자연을 구분한 것이다.[1]
- Selections from the Old English Writers on Practical Theology (1830)